# 俄罗斯正教会
俄罗斯正教会（俄語：Русская Православная Церковь），又称莫斯科宗主教区（Московский Патриархат）、俄罗斯东正教会、俄国教会，在東正教各自主教會的排名中僅次於君士坦丁堡、亞歷山大、安條克及耶路撒冷四大古教會，位列第五。俄罗斯正教会是世界上規模最大的正教會自主教會。其總部莫斯科被視為東正教世界的宗教中心之一。全俄羅斯约有超過2000萬正教会信徒。
公元988年的羅斯受洗普遍被視為俄羅斯正教會的開端。君士坦丁堡普世牧首其後管轄了俄羅斯教會六個世紀。
與俄正教會頗有淵源的美洲正教會，雖然其教會的建立源自18世紀俄正教會傳教團在阿拉斯加的傳教。但美洲正教會已经於1970年成為俄罗斯正教会下的東正教自主教會（沒有受到完全承認）。俄羅斯正教會下還有白俄羅斯正教會、中國正教會、日本正教會等。

## 組織
其最高權力管理由圣主教公會負責。主教公會在有需要時才會召開，公會成員由常任委员与选出的临时委员（委员必须是主教）參加。公會休會期間，則由莫斯科及全俄羅斯牧首負責領導，宗座設在俄羅斯莫斯科的基督救世主主教座堂，2009年2月起由基里爾一世擔任第16任牧首。

俄羅斯正教會教區區劃

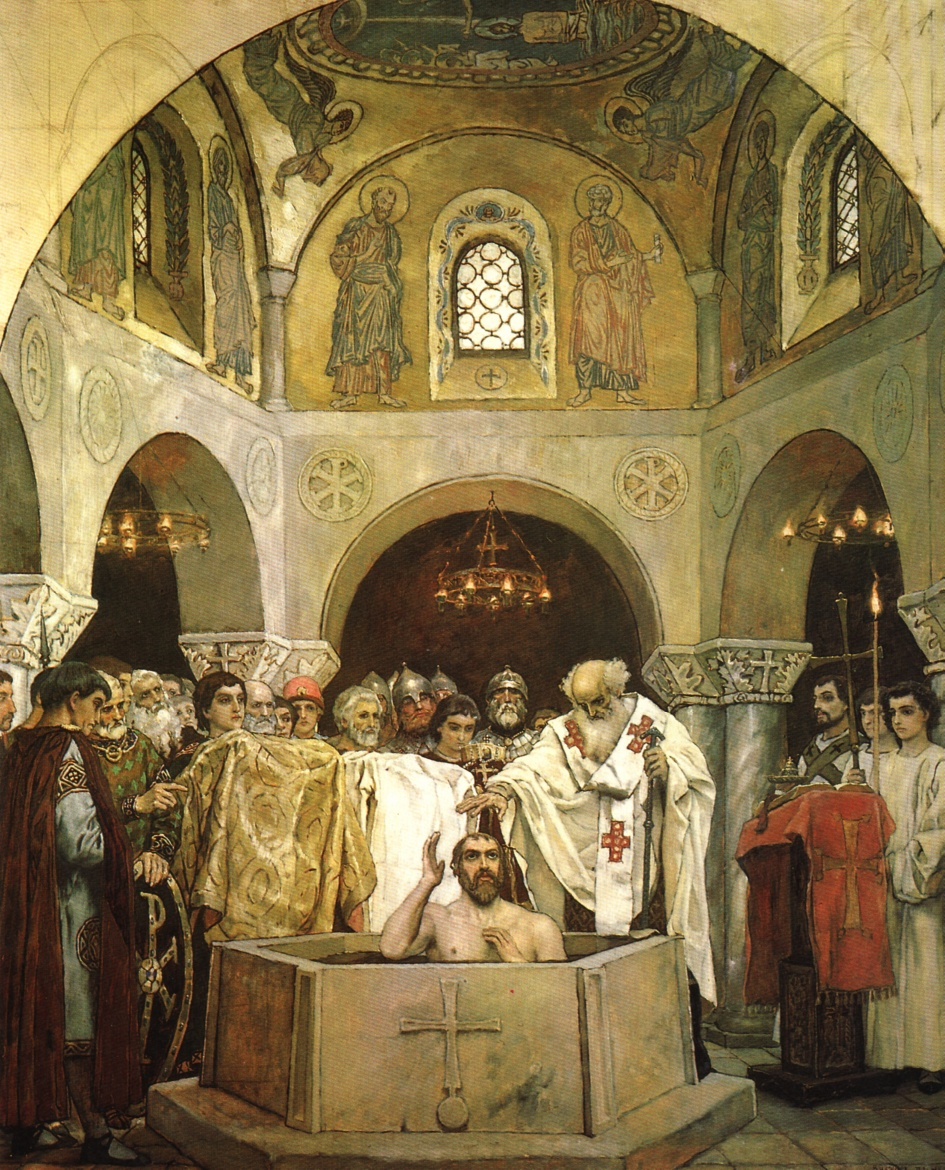
羅斯受洗

## 歷史
俄羅斯正教會傳統上奉圣安德烈為建立者。據說他遊歷了斯基提亚以及黑海北部沿岸的希臘人殖民地。根據傳說，安德烈曾來到一個地方并預言了其後該地將成為一個偉大的基督教城市。這個城市就是基輔。而傳說中他建立十字架的地方，就是現在的圣安德烈教堂。
公元9世紀左右，東斯拉夫部落開始和東羅馬帝國有了接觸。公元863至869年，來自馬其頓的東羅馬的教士圣西里爾和圣美多迪乌斯第一次用古教會斯拉夫語翻譯了《聖經》的一部分。打下了東歐、巴爾幹、南俄羅斯各地斯拉夫人受洗的基礎。證據顯示，866至867年間，羅斯的首個基督教主教由君士坦丁堡普世牧首佛提烏斯或者伊格那提烏斯派往諾夫哥羅德。
十世紀中期，在東羅馬教士的傳教下，基輔的貴族間已經有了基督教群體。但當時基督教還不是當地的主要宗教。基輔的奥丽加是首個皈依基督教的羅斯統治者。她於945年或者957年受洗。君士坦丁堡為她舉行了正式的歡迎儀式。東羅馬帝國元首君士坦丁七世在他的著作《儀軌》（De Ceremoniis）中記載這一事件。受洗後，奧麗加受教名為伊蓮娜。斯拉夫編年史補充了一些關於她受洗的虛假細節。比如她如何讓君士坦丁七世著迷并在才智上勝他一籌，根據這些描述，奧麗加還拒絕了君士坦丁七世的求婚。事實上，奧麗加受洗的時候已經處於老年，而君士坦丁也已經有了皇后。奧麗加的孫子基輔的弗拉基米尔·斯维亚托斯拉维奇正式將基督教立為國教。整個羅斯於988年受洗。弗拉基米爾接受東羅馬帝國教士的洗禮，并命令其子民同受洗禮。
基輔教會當時時是一個歸屬君士坦丁堡普世牧首管轄的都主教區，相對來說歷史較短。普世牧首派遣的都主教通常都是希臘人（東羅馬的主體民族）。都主教駐地最早是在基輔---羅斯的首都。
十三世紀末尾，在蒙古人的鐵蹄下，基輔失去了其政治、經濟、文化中心的地位。都主教馬克西姆将基辅教会主教座移駐至弗拉基米爾。他的繼任者，都主教彼得於1325年將基辅主教座駐地搬遷至莫斯科。在蒙古入侵時期，正教會為羅斯的存亡做出了極大的貢獻。蒙古人除了因政治因素殺害了一些人以外，大致上容忍了正教會的運作，甚至還免除了教會一定的稅務。許多正教聖人在這一時期出現了，比如圣谢尔盖·拉多涅日斯基和都主教阿列克謝。他們幫助羅斯抵禦了韃靼人長年的壓迫。并使得教會在靈性與經濟方面得到了發展。拉多尼茲的謝爾蓋所創立的圣三一修道院為宗教藝術提供了優良的環境。謝爾蓋的追隨者們建立了四百所修道院。很大程度上擴張了莫斯科大公國的領土。
1439年，一些東羅馬帝國的主教，包括基輔都主教伊西多尔於佛罗伦斯大公会议上，簽訂了與羅馬教會的合一條約。承認了羅馬教宗在各教會中的優先權。1441年，當消息傳回莫斯科大公瓦西里二世處時，他否決了該會議的決定。同年，伊西多爾被解除職務，并以叛教的罪名遭驅逐。之後，由於當時君士坦丁堡內部倒向天主教的趨勢較為強烈，基輔及全俄羅斯都主教的職位空缺了幾年。1448年12月，主教約拿經過主教公會的決議，被擁立為基輔及全俄羅斯都主教（常駐莫斯科行使權力）。五年後，由于君士坦丁堡陷落。東羅馬帝國及其教会走向滅亡。莫斯科實際上成為了獨立的教會。當時普遍提出一種說法，即俄羅斯是東羅馬帝國道統的繼承者，而莫斯科是繼羅馬、君士坦丁堡後的第三羅馬。與此同時，后設在基輔的俄羅斯都主教區（後來遷到了立陶宛）仍舊處於君士坦丁堡普世牧首的管轄之下直到1696年。
伊凡三世及其後繼者統治時期，關於教會的異端學說與爭論不斷。不佔有派的尼尔·索尔斯基和瓦西安·帕特里克耶夫主張將教會財產世俗化。當時很有影響力的約瑟夫·沃洛茨基反對他們的主張，并為教會財產辯護。俄羅斯統治者的立場搖擺不定，但最終倒向了約瑟夫一方。由此事件，教會衍生出了不同的派別。有些還傾向於哈拉卡，即猶太律法。比如大司祭阿列克謝與一些猶太教徒會面后改信了猶太教。
沙皇费奥多尔一世·伊万诺维奇治下，他的连襟鲍里斯·戈东诺夫與當時正苦於各种問題的君士坦丁堡教會取得了聯繫，希望君士坦丁堡承認俄羅斯教會的首腦為牧首。1589年，在戈東諾夫的努力下，莫斯科都主教約伯成為了第一任莫斯科及全俄牧首，並使俄羅斯教會成為東正教自主教會。其餘四大正教自治教會，君士坦丁堡、亞歷山大、安條克、耶路撒冷完全承認了俄羅斯教會為五大教會之一。接下來的五十年間，在沙皇權利萎縮的情況下，莫斯科牧首會與沙皇一同處理政務。有時甚至代行沙皇的權利。
1652年，尼孔牧首实现了教会的中央集权。根据基辅教会学院专家的说法，他还修正了俄罗斯教会的礼仪，使其与君士坦丁堡的礼仪相一致。尼孔坚持将画十字的方法改为三指合一式，而当时视为传统的二指画十字法则被废弃。这一改变引起了许多信徒的不满，他们将其视为邪说（尽管这一改变到底于礼仪上有没有很大的重要性还没有定论）。1666年至1667年，教会了实行了这一改革，并将拒绝服从改革的人逐出教会，以至在莫斯科公权力的支持下进行镇压。这些拒绝改变者，后来被称为旧礼仪派。
尼孔牧首试图俄罗斯变成一个神权国家。俄罗斯正教会的教派分裂时期，尼孔将大司祭阿瓦库姆·彼得罗夫及众多异见者处以火刑，另一旧礼仪派的人物费奥多西亚·莫洛佐娃于1675年由于饥饿致死。其他人则逃往西伯利亚。这些处罚有些是强制的，有些则是受刑者自愿的。但他的雄心也加速了其势力的衰亡。沙皇阿列克谢·米哈伊洛维奇·罗曼诺夫认为有理由暂停他的改革举措。1658年，与沙皇关系恶化了的尼孔亲自卸任了大牧首的职位。1666年12月12日，圣主教公会将他贬为一介僧侣。但他始终坚持教会至高无上的权利。
波兰-立陶宛东部地区于1654年被俄罗斯兼并後，1686年，属于君士坦丁堡普世牧首的基辅都主教区被君士坦丁堡普世牧首划归由莫斯科牧首管辖。

### 俄罗斯帝国時期
彼得一世在位时，由于彼得本人并不十分虔信宗教，但因為他希望彷效西歐國家如法國波旁王朝增強皇權，希望把教會控制在政權之下，因此他对教会采取了严厉的控制措施。他将宗主教的权利移至由他控制的至聖治理會議之下。俄罗斯皇帝掌握了所有主教的任免权。上层社会在他的治下失去了成为神职人员的兴趣，大部分教区神职的父辈也是神职人员，他们没有受到良好的教育并且收入低下。修院中的僧侣具有较高地位，他们不能婚配。政治上，教会仍具有其重要性。叶卡捷琳娜二世于十八世纪取得了大部分教会地产，并使得神职人员的收入来源仅限于他们所提供的服务比如婚娶、洗礼等。
十七世纪晚期至十八世纪早期，俄罗斯正教会通過俄罗斯帝国的扩张而经历了大规模的扩张。在俄罗斯帝国向西伯利亚延伸其势力时，对愿意皈依东正教的土著首领予以财政、政治上的奖励（包括不受兵役）。
在接下来的两个世纪中，传教士们被派遣至西伯利亚以至阿拉斯加。在这一时期的传教活动中彰显了其名声的有：阿拉斯加的英诺森特、阿拉斯加的赫尔曼。他们效仿彼尔姆的斯德旺，将福音与赞歌翻译成土著语言。这些翻译有时还要求翻译者创造新的翻译系统。佩列亚斯拉夫条约签订后，奥斯曼帝国对君士坦丁堡牧首施压，逼迫其将乌克兰都主教区的管辖权让渡给莫斯科牧首。这一转让导致了数以百万计的教民以及六个教区加入俄罗斯正教会。从而使乌克兰人主导了俄罗斯正教会。
1700年阿德里安牧首去世后，彼得大帝未允许继承人的即位，1721年，在普斯科夫都主教费欧凡·普克波维奇的建议下，成立了以都主教斯蒂芬·亚沃尔斯基为首的至聖治理會議以集体管理教会。这一设置成为了常规，俄罗斯教会在这段时间内不具有牧首。至聖治理會議成为政府机构，俄罗斯皇帝的专员出席其会议进行监督，但实质上是控制的作用。1905年俄国革命时期，俄罗斯东正教会内的左翼神职和信众积极参加工人运動，获得了大多数劳工和底层劳动者的支持，但皇帝尼古拉二世当局通过血腥主日事件血洗了东正教基督徒，使得皇帝在东正教和俄国人民的心中地位完全丧失。皇帝对俄罗斯东正教会的控制也开始日渐式微，同时也减少了上百年来对旧礼仪派俄罗斯东正教徒的迫害。1917年俄国革命之后，一个由专业人士组成的委员会决定恢复牧首制。儒略历1917年11月5日，吉洪被推举为牧首。

### 蘇聯時期
1917年二月革命和伟大的十月社会主义革命后，俄罗斯正教会遭到新政府的迫害，许多东正教教士被逮捕入狱或处死，财产被没收。尔后，俄罗斯东正教会内则出现了一个叫生活教会的新流派，其应用了很多西方式的改革，比如主教可以结婚，不再留胡须，使用新历法等。但在斯大林上台之后，没有继续开展。而苏德战争爆发后，斯大林的苏联政府一改迫害教会的做法，转而与之联合，并允许教士在战前为军队祈祷。到赫魯曉夫、勃列日涅夫時間，正教会的活動已在一定程度上獲得恢復，儘管蘇聯共產黨成員一般不能有任何宗教信仰。1988年为罗斯洗礼1000周年纪念，时值苏联进行改革，苏联政府批准并协助俄国正教会举行了全苏范围的庆祝仪式，正教会在苏联80年代改革时期的大复兴也随之达到高峰。

### 俄罗斯聯邦時期

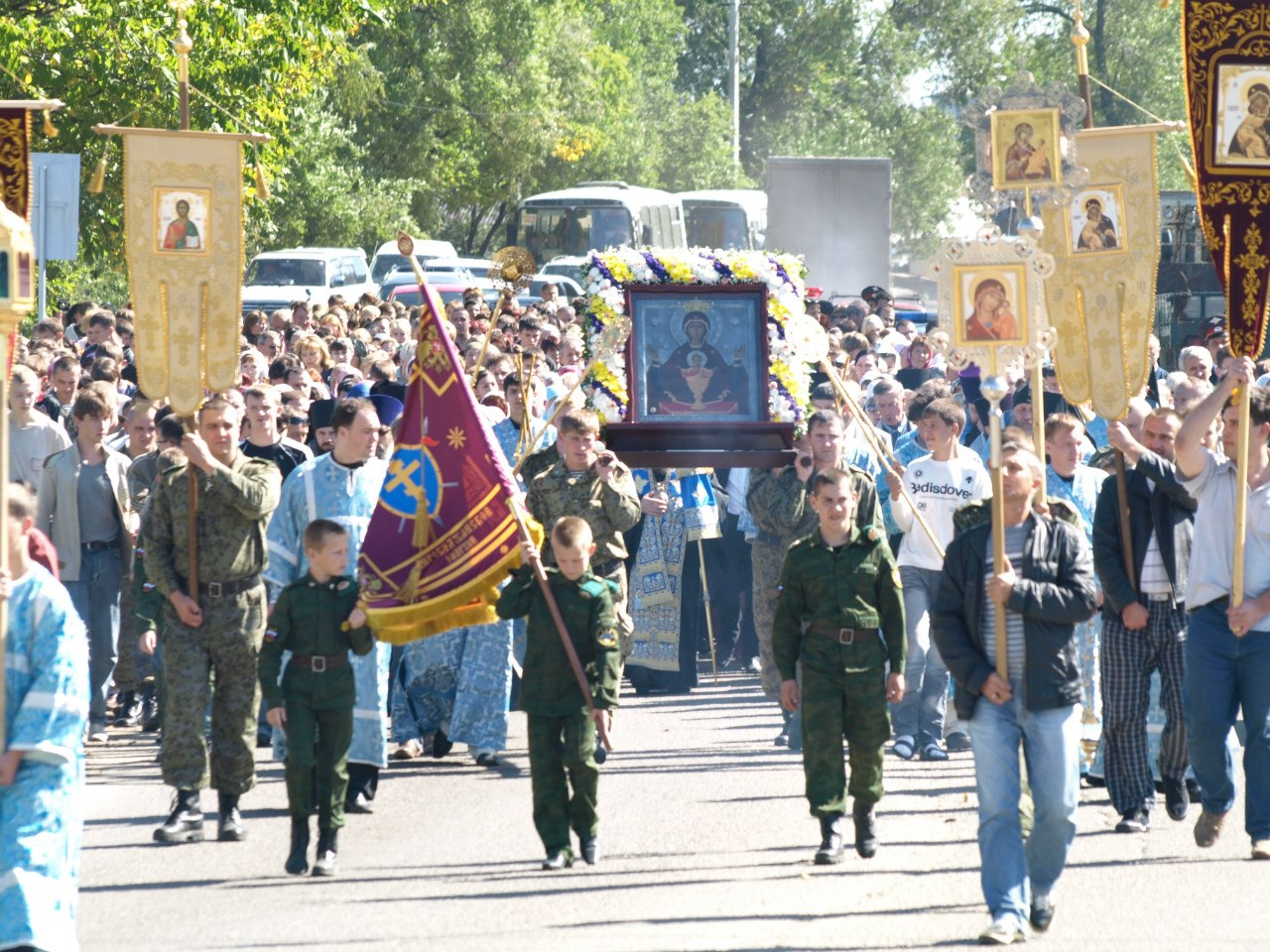
俄罗斯远东地区犹太自治州阿尔巴津圣像的年度庆典

1991年蘇聯解體後，俄罗斯正教会逐漸恢復其過去擁有的政治和宗教影響力。2000年普京上台后，俄罗斯正教会的宗教影響力增加。普京上任以來，一直推廣一套在西方眼中頗為保守的價值觀，這與俄羅斯東正教教廷內的保守派所一直提倡的觀念不謀而合。
2016年2月12日，基里爾一世代表俄羅斯正教會在古巴訪問，期間在何塞·馬蒂國際機場與天主教會教宗方濟各會面。雙方簽署聯合聲明，呼籲各方合力對付恐怖主義和迫害基督徒的行為。同年，俄罗斯正教会与塞尔维亚正教会、格鲁吉亚正教会共同抵制了君士坦丁堡普世牧首发起的旨在加强普世牧首权威的大公会议。
2018年9月15日，由于在乌克兰教会自治权问题上的争议，俄罗斯正教会宣布与君士坦丁堡牧首区断绝关系。其起因则是君士坦丁堡教会于同年9月7日承认了乌克兰正教会的正统性。10月15日，在君士坦丁堡正式撤回1686 年基辅宗主教区转让决议后，俄罗斯正教会至圣主教公会宣布中止其神职人员及平信徒与君士坦丁堡的共融。并将君士坦丁堡的行动视为对信仰的最大“侵犯”。
2024年8月20日，烏克蘭議會通過《禁止俄羅斯正教會在烏克蘭活動法》，禁止與莫斯科宗主教區有聯繫的烏克蘭東正教教堂繼續運作。

## 俄罗斯正教会域外教会
俄羅斯正教會域外教会是俄羅斯正教會一個特殊的組成部分，總部位於紐約，於1920年由當時在蘇聯控制以外的俄羅斯正教信徒組成。当时拒絕了俄羅斯正教會領導。直到2007年5月17日，俄罗斯正教会及俄罗斯正教会域外教会雙方正式和解。目前該教會為俄羅斯正教會下的半自治教會。

## 俄罗斯正教会旧礼仪教会
1971年，莫斯科及全罗斯牧首撤销了17世纪对旧礼仪教徒的诅咒。1974年域外俄罗斯正教会也宣布撤销了对旧礼仪教徒的诅咒。 现时，在俄罗斯正教会内部有使用旧礼仪的教区和堂区，他们仍然使用尼康牧首改革前的旧礼仪，但是与俄罗斯正教会全面共融。

## 俄罗斯正教会域外教会西方礼堂区
在西方国家和地区的俄罗斯正教会域外教会还下辖西方礼正教会的堂区，西方礼正教会是与正教会共融，在圣餐礼中较多使用有酵饼成圣体，不使用《尼西亚信经》中“和子”句，不承认教宗至上论及教宗无误论、圣母无染原罪等晚期天主教教义和敬礼的使用西方礼（米兰礼、高卢礼、脱利腾拉丁礼、盎格鲁礼、莎霖礼根据圣公会1928年公祷书修订的圣吉洪礼等）的东正教会。

## 领地

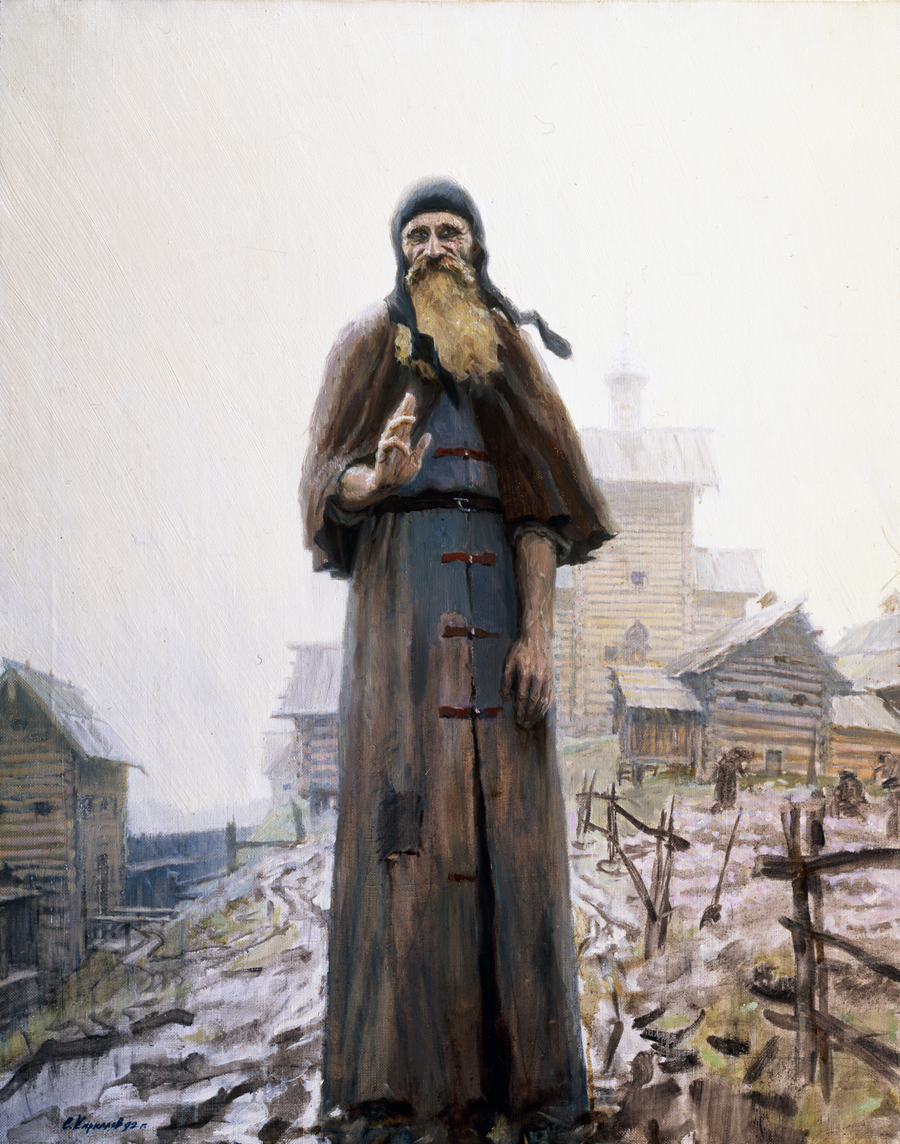
谢尔基·基里洛夫绘圣谢尔盖像。圣谢尔盖是荒郊修道院模式的倡导者和力行者。

俄罗斯教会的寺院世袭领在俄罗斯政治、经济、宗教史占有重要的地位。据瓦西里·奧西波維奇·克柳切夫斯基的《俄国史教程》，至16世纪，教会寺院占有大片俄罗斯土地，其数量之多甚至影响到了国家政策实行和国家运作。而最初这些领地的获取则要归功于14世纪起勃兴的诸多荒郊寺院。这些荒郊寺院与城市寺院不同，其建立者多为遁世的隐者，修道士虔信荒野修行的益处并由此吸引了其他修道士和农民前来归附。在一座修道院兴盛后，一部分修士会抛弃兴盛的修道院，前往人迹罕至的荒野重新建立修道院并开疆拓土。在这一循环中，俄罗斯教会的僧侣们开拓了俄罗斯大片的闲置荒地和森林并充实了这些地区的人口。拉多涅日的圣谢尔盖是这一时期荒郊修士的代表人物之一。
这一运动带动了农民的积极性，他们跟随修士们一起前往边徼开拓并在修道院附近扎根、形成村落。有时，即使修道院本身不在了，村落也会依然维持下去。
沙俄政府对于荒郊僧侣感到满意，并赏赐给寺院更多的荒地以供开拓，寺院领上的农民也会得到税收豁免和优待。政府方面的这一举动促进了寺院领的扩张。至16世纪中叶，一些巨大的荒郊寺院已经拥有千百计的农民耕作，而修士也逐渐演化成了修士贵族。僧侣们在荒年、灾年会对灾民提供无偿援助，甚至在修道院底层形成了乞丐阶级；但也有发放高利贷的情况发生。
随着时间的推移，教会成为了俄罗斯不动产的垄断者，世俗贵族阶级的土地反而被寺院兼并，以至于俄罗斯政府必须颁布政令限制教会兼并贵族的土地。到16世纪后期，已有约三分之一的俄罗斯土地归在了寺院名下。1588年，出使俄国的英国使节弗莱彻称，寺院占据了该国最肥沃的国土。
进入16世纪后，由于自由农无法偿还贷款或无法履行其与寺院、地主等土地占有者的合同，他们逐渐被固定在了其耕作的土地上（以便偿还债务或履行义务）。俄罗斯也逐渐步入农奴制。寺院和教会作为土地占有者自然也持有其农奴。
1649年，缙绅会议颁布的法典削去了教会部分的法律特权，禁止教会继续获取土地。然而这一法典也确认了教会对农奴的管辖权。
据英国俄罗斯史专家大卫·穆恩的《1600-1930年俄罗斯农奴制》一书，1762年，彼得三世溘然将所有教会所属农奴解放并将所有寺院领世俗化，彼得只要求农奴支付每里地1卢布的税金。这项政策在叶卡捷琳娜女皇上台后仅仅在金额上有所改变，升至1.5卢布。此后，所有教会农奴都被看做国有农奴的一部分。

## 立场
2000年8月14日，俄羅斯正教會神聖會議发布俄罗斯正教会对待其它基督教派信徒的基本原则。以更积极的态度面向其他基督教派，并宣称合一是各个教会的任务之一。原则中坚持正教会在神圣传统上具有不二的见证，保存着最完整的基督教传统，并认为唯一的普世教会是正教会。正教会认为各教派之间不应互相“传教”以使人皈依其教派。

## 外部連結
- 俄罗斯正教会官方网站（页面存档备份，存于）
- Department for External Church Relations of the Russian Orthodox Church official website（页面存档备份，存于） （英文）
- Russian Orthodox Church Outside Russia official website
- Orthodox Church in America official website（页面存档备份，存于）
- 俄罗斯的“长老”（森林中的隐者）

俄罗斯正教会资源
- Russian Orthodox Church links in Orthodox Christianity Directory（页面存档备份，存于）
- OrthodoxWiki中的俄罗斯教会（页面存档备份，存于）